# Adeílson
Adeílson Pereira de Mello (ur. 7 października 1985 w Nova União) – brazylijski piłkarz, występujący na pozycji napastnika.

## Kariera klubowa
Adeílson rozpoczął piłkarską karierę w klubie Santa Cruz w 2002 roku. Lata 2002–2005 spędził w małych klubach: Real de Caeté, União Luziense Santa Luzia, Mamoré Patos de Minas i EC Democrata. W 2006 roku występował w trzecioligowym Guarani FC, z którym spadł do trzeciej ligi. W 2006–2007 był zawodnikiem drugoligowej Ipatingi, z którą awansował do pierwszej ligi.
W 2008 roku został zawodnikiem Tombense, lecz natychmiast został wypożyczony do swojego byłego klubu Ipatingi. sezon 2008 był najlepszym w wykonaniu Adeílsona. W 27 meczach strzelił 9 bramek, lecz nie pomogło w uchronieniu Ipatingi przed spadkiem do drugiej ligi. W styczniu 2009 roku został zawodnikiem francuskiego OGC Nice. W klubie z Nicei nie zdołał przebić się do pierwszego składu i w sierpniu 2009 powrócił do Brazylii do Fluminense Rio de Janeiro.
Fluminense z Adeílsonem w składzie rzutem na taśmę utrzymało się w Série A i dotarło do finału Copa Sudamericana 2009, gdzie uległa ekwadorskiemu LDU Quito. Bilans Adeílson we Fluminense to 12 meczów ligowych, 2 w Copa do Brasil i 5 meczów i 2 bramki w Copa Sudamericana. W sezonie 2010/2011 był wypożyczony do FC Istres.
W 2011 roku przeszedł do Tombense. Był z niego wypożyczany do Criciúmy, Amériki, Náutico i Ash-Shabab Dubaj